# Sullivan Glacier (glaciär i Antarktis, lat -69,84, long -70,81)
Sullivan Glacier är en glaciär i Antarktis. Den ligger i Västantarktis. Argentina, Chile och Storbritannien gör anspråk på området. Sullivan Glacier ligger 600 meter över havet.
Terrängen runt Sullivan Glacier är huvudsakligen kuperad, men västerut är den bergig. Trakten är obefolkad. Det finns inga samhällen i närheten.